# Gelson Azevedo
Gelson de Azevedo Almeida (Rio de Janeiro, 10 de janeiro de 1965) é um empresário e político. Foi vice-prefeito de São João de Meriti e ex-deputado federal.
Nas eleições de 2018, foi eleito com 28.216 votos.
Gelson se candidatou novamente nas eleições de 2022, mas não conseguiu se reeleger. 